# Pietro Pocek
Pero Pocek (in montenegrino Pero Poček; Cettigne, 20 marzo 1878 – Genzano di Roma, 2 febbraio 1963) è stato un pittore montenegrino naturalizzato italiano nel 1924 con il nome di Pietro.

## Biografia
Giunto in Italia al seguito della regina Elena di Savoia, nata Jelena Petrović-Njegoš, Pero Pocek decide di completare la propria formazione artistica in tale nazione, presso il Regio Istituto accademico di Belle Arti di Napoli, dove si iscrive nel 1892 e si diploma nel 1907 con Filippo Palazzi e Domenico Morelli. In seguito, si trasferisce a Roma per studiare l'affresco con Maccari e vi rimane concentrandosi sulla pittura ad olio.
Partecipa a numerose esposizioni nazionali (Mostra "Amatori e Cultori" - Roma, 1906) estere (Mostra d'Arte dei Paesi Balcanici - Londra, 1907; Mostra Internazionale d'Arte a Amsterdam). Alcune delle sue opere sono state esposte alla mostra "I punti dell'arte moderna montenegrina" nel 1996 al Palazzo delle Esposizioni di Roma.
Nel 1943 viene emessa una serie di francobolli postali per il Montenegro, occupato dall'Italia, raffiguranti i suoi quadri e sul retro i versi in serbo del poema nazionale montenegrino "Il serto della montagna" di Pietro II Petrović-Njegoš che ricorda la guerra vinta dai montenegrini sull'esercito turco.
Dal poema, Pocek trae infatti ispirazione per una serie di almeno 36 dipinti di piccole dimensioni, circa 35 cm (attualmente esposti al museo Biliarda di Cetigne) e un trentasettesimo quadro di imponenti dimensioni (circa 3 metri per 5), intitolato "Guzle".
Nel 1936 dipinge il "Cristo", sudario a carboncino donato per la famosa Rappresentazione della passione di Gesù di Sezze e che ogni anno sfila in occasione della Pasqua.
Le opere di Pietro Pocek e di altri artisti montenegrini, tra cui Milo Milunović, Jovan Zonjić, Nikola Gvozdenović e Miloš Vušković, vengono scelte per rappresentare il Montenegro in occasione dell'Expo 2015 di Milano, nel padiglione all'interno del cluster bio-mediterraneo, a simboleggiare lo stretto rapporto tra cibo, natura e arte.
A Rocca di Papa in provincia di Roma sorge un complesso di abitazioni denominato Villa Pocek, all'interno dello stesso è presente la villa dove era solita soggiornare la sorella della regina Margherita. Nella villa, ora dimora di privati è installato uno dei primi ascensori elettromeccanici fine 1800. L'intero complesso con al centro la villa gode di una vista unica sulla capitale italiana.

## Opere principali
Tra le sue opere principali, ricordiamo: Capri; Plenilunio alpestre; Raffiche; Guzle; Maxim Gorki; Zakletva (Giuramento).